# Hoàng Hải (nghệ sĩ cải lương)
| Nghệ sĩ cải lương Hoàng Hải  | Nghệ sĩ cải lương Hoàng Hải | Nghệ sĩ cải lương Hoàng Hải   |
| ---------------------------- | --- | ----------------------------- |
| Tên thật                     | Nguyễn Hoàng Hải | - Nghệ sĩ cải lương Hoàng Hải |
| Ngày sinh                    | 13/9/1989 | - Nghệ sĩ cải lương Hoàng Hải |
| Thể loại                     | Nghệ sĩ cải lương | - Nghệ sĩ cải lương Hoàng Hải |
| Vai diễn nổi bật             | Phàn Định Công, Phạm Cự Trích, An Dương Vương, Thượng, Đổng Kim Lân, Địch Thanh, Lưu Công Công, Đỗ Cảnh Thạc, A Xà Thế, Địch Hổ, Lan Lăng Vương, Lý Thế Dân... | - Nghệ sĩ cải lương Hoàng Hải |
| Các chương trình đã tham gia | Làng hài mở hội mùa 2, Tài tử tranh tài mùa 2, Biệt đội vui nhộn, Cặp đôi hài hước mùa 2, Sao nối ngôi 2018, Đấu trường ẩm thực, ..                            | - Nghệ sĩ cải lương Hoàng Hải |

Hoàng Hải, một nghệ sĩ cải lương Việt Nam, tên thật là Nguyễn Hoàng Hải sinh ngày 13 tháng 9 năm 1989 tại Hòa Thành - Tây Ninh. Anh được khán giả biết đến với nhiều vai diễn như: Phàn Định Công (San hậu), Thuận (Tiếng vạc Sành), ông Sáu (Bão rừng tre), Sơn (Đời Như Ý),Thượng (Tiếng chim rừng) Phạm Cự Trích (Bão táp nguyên phong), Đổng Kim Lân (San hậu), Lưu công công (Bao công: Sát thủ hoa hồng), Lan Lăng Vương (Lan Lăng Vương nhập trận khúc), Lý Thế Dân (Huyền Vũ Môn), Địch Hổ (Đoàn Hồng Ngọc phá trận Thuần Dương) .. và các gameshow Tài tử tranh tài mùa 2 (cùng với Lê Như), Làng hài mở hội mùa 2 (cùng với đội Ngẫu Nhiên), Cặp đôi hài hước (cùng với Miko Lan Trinh), Sao nối ngôi,..

## Thân thế, sự nghiệp

NS Hoàng Hải

Đến với nghệ thuật cải lương, chàng nghệ sĩ đất Tây Ninh có nhiều lợi thế khi trước đây, gia đình có cả gánh hát. Mẹ Hoàng Hải là một nghệ sĩ cải lương có thâm niên. Vì vậy, khi mới 7-8 tuổi, Hoàng Hải đã có thể hát vọng cổ. Khi sân khấu cải lương gặp nhiều khó khăn, ông ngoại giải thể gánh hát, mẹ cũng chuyển sang công việc khác, Hoàng Hải lớn lên như bao đứa trẻ bình thường khác. Năm 2010, sau khi đã có bằng tốt nghiệp chuyên ngành kinh tế, anh lại chọn cho mình nghiệp cầm ca. Anh thi đậu vào lớp đào tạo diễn viên cải lương do Nhà hát Trần Hữu Trang phối hợp với Trường Cao đẳng Văn hóa Nghệ thuật Tp.HCM tổ chức. Tại đây, anh được những nghệ sĩ tên tuổi: NSND Bạch Tuyết, NSND Thanh Hải, Thanh Lựu truyền dạy bài bản kỹ thuật ca, diễn. Lợi thế của Hoàng Hải là khả năng diễn xuất đa dạng từ tuồng cổ đến hiện đại, giọng ca khỏe, mùi. Sự kết hợp nhịp nhàng giữa ca và diễn cũng như cách diễn tả tâm lý, xung đột kịch kết hợp hình thể, vũ đạo của Hoàng Hải chuẩn xác, khiến cho mỗi lớp diễn của anh đầy đặn.
Năm 2012, khi còn đang trên ghế Nhà trường, Hoàng Hải đã có được những bước tiến đáng kể trong sự nghiệp ca hát của mình như: Giải nhất Nguyễn Thành Châu cùng 3 giải phụ (Giải thí sinh nhỏ tuổi nhất, giải thí sinh hát bài hát truyền thống hay nhất, giải nhà tài trợ) trong cuộc thi tiếng hát truyền hình tỉnh Tiền Giang, Huy chương bạc Hội thi liên hoan Sân khấu cải lương và dân ca kịch toàn quốc (vai Thượng trong vở Tiếng Chim rừng), vào chung kết cuộc thi Trần Hữu Trang lần thứ 11.
Cuối năm 2012, Hoàng Hải tốt nghiệp lớp cải lương và được nhận vào Đoàn cải lương Trần Hữu Trang. Năm đầu tiên anh thuộc biên chế đoàn Trần Hữu Trang 1, thường xuyên biểu diễn các suất hát phục vụ và hợp đồng tại các Tỉnh thành trên cả nước. Thời gian này anh để lại tiếng vang khi tham gia Hội diễn sân khấu cải lương chuyên nghiệp toàn quốc tại Đồng Nai với vai Thuận trong vở Tiếng vạc sành.
Năm 2013, với khả năng đa dạng trong các vai diễn từ trẻ, già, lão, ấu đến kép, độc, lẳng, hài, từ xã hội đến tuồng cổ, Hoàng Hải được mời về Đoàn Trần Hữu Trang 3 (Đoàn chuyên biểu diễn phục vụ tại TP. Hồ Chí Minh). Thời gian này anh cũng để lại nhiều ấn tượng qua các vai như ông Sáu trong (Bão rừng tre), Phàn Định Công (San hậu), Sơn (Đời Như Ý), Nghĩa (Trái tim trong trắng)...
Năm 2014 là năm đánh dấu bước ngoặt lớn trong sự nghiệp của nghệ sĩ Hoàng Hải, anh đoạt liên tiếp hai giải thưởng lớn trong các hội thi có tính chuyên môn cao: Huy chương vàng giải Trần Hữu Trang lần thứ 12, Huy chương bạc Cuộc thi Tài năng trẻ diễn viên sân khấu cải lương và dân ca kịch chuyên nghiệp toàn quốc do Cục Nghệ thuật Biểu diễn Bộ Văn hóa - Thể thao và Du lịch tổ chức.
Hai năm tiếp theo, Hoàng Hải xuất hiện nhiều trong các chương trình ca cổ, cải lương trên đài truyền hình HTV, VTV, THVL...Năm 2017, Hoàng Hải bắt đầu tham gia gameshow với vai trò thí sinh như: Tài tử tranh tài (giải ba); Làng hài mở hội (giải nhì và giải khán giả yêu thích nhất)... Tên tuổi nghệ sĩ Hoàng Hải ngày càng đến gần với công chúng hơn.
Năm 2018 tham gia gameshow Cặp đôi hài hước cùng ca sĩ nhạc Dance Miko Lan Trinh (giải ba). Gameshow Sao nối ngôi 2018 (giải ba), Hoàng Hải để lại ấn tượng sâu sắc trong lòng khán giả. Hoàng Hải cũng tham gia nhiều vở cải lương và các chương trình mini gameshow của Sân khấu Lê Hoàng, sân khấu Chí Linh Vân Hà và nhà hát Trần Hữu Trang. Để lại nhiều vai diễn hay như Lưu Công Công (Bao Công sát thủ hoa hồng), Địch Thanh (Phi Long báo phu cừu), Đổng Kim Lân (San Hậu),...
Năm 2019, NS Hoàng Hải xuất hiện khá nhiều trên truyền hình qua Làng hài mở hội mừng xuân, sitcom Xóm trọ nghệ sĩ, các trích đoạn, ca cổ trên các đài truyền hình như HTV, THDT, THVL, SCTV 11 ... Quay nhiều MV như: Trọng Thủy, Hạng Võ Biệt Ngu Cơ, Huyền Vũ Môn, Lan Lăng Vương nhập trận khúc, Đổng Kim Lân,... Sân khấu lưu diễn, anh cũng rất thành công. Bên cạnh các bài ca cổ, trích đoạn hát phục vụ bà con cùng Đoàn Trần Hữu Trang, Hải còn tham gia nhiều vở hát Chầu cho Đoàn Ngọc Khanh, Khánh Minh, ...
Đặc biệt, anh rất thành công trong năm 2019 qua các vai diễn trên 3 sân khấu lớn. Sân khấu hồ quảng Chí Linh - Vân Hà với 3 vở: Chung Vô Diệm hí Lỗ Lâm (vai Yến Anh), Đoàn Hồng Ngọc phá trận Thuần Dương (vai Địch Hổ), Kỳ án Tầng Hương Liên (vai Hàn Kỳ). Sân khấu Trần Hữu Trang với 3 vở Thái tử A Xà Thế (vai A Xà Thế), vở Dậy sóng Bạch Đằng Giang (vai Đỗ Cảnh Thạc), Thanh Xà Bạch Xà (vai Tiểu Thử). Sân khấu Kim Ngân: vở Ngai vàng và tội ác (vai Ngô Tấn).
Năm 2020, các vai diễn nổi bật của Hoàng Hải có thể kể đến như: vai Thạch Ngọc trong vở Ngũ hổ tướng, Địch Hổ vở Đoàn Hồng Ngọc phá trận Thuần Dương (sân khấu Chí Linh Vân Hà), Năm Bèo vở Chiến binh, Đỗ Cảnh Thạc vở Dậy sóng Bạch Đằng Giang (Nhà hát Trần Hữu Trang). Vai diễn Trịnh Khả trong trích đoạn Oan Khuất đã mang về cho Hoàng Hải chiếc huy chương bạc Tài năng trẻ sân khấu cải lương toàn quốc 2020 được tổ chức tại Thành phố Cà Mau.
Năm 2024, anh làm MC chương trình "Gõ cửa nhà sao (mùa 5)" cùng Đoàn Ngọc Nhi.

## Tác phẩm

### Vở cải lương
- Tiếng vạc sành (vai Thuận) (2012)
- Tiếng chim rừng (vai Thượng) (2012)
- Bão rừng tre (vai ông Sáu) (2013)
- Đời như ý (vai Sơn) (2013)
- Trái tim trong trắng (vai Nghĩa) (2013)
- San hậu (vai Phàn Định Công) (2013)
- San hậu (vai Đổng Kim Lân) (2018)
- Bao công: Sát thủ hoa hồng (vai Lưu công công) (2018)
- Phi Long báo phu cừu (vai Địch Thanh) (2018)
- Ngai vàng và tội ác (vai Ngô Tấn) (2019)
- Thái tử A Xà Thế (vai thái tử A Xà Thế) (2019)
- Lan Lăng Vương nhập trận khúc (vai Lan Lăng Vương) (2019)
- Chung Vô Diệm hí Lỗ Lâm (vai quân sư Yến Anh) (2019)
- Đoàn Hồng Ngọc phá trận Thuần Dương (vai Địch Hổ) (2019)
- Kỳ án Tầng Hương Liên (vai Hàn Kỳ) (2019)
- Dậy sóng Bạch Đằng Giang (vai Đỗ Cảnh Thạc) (2019)
- Thanh Xà Bạch Xà (vai Tiểu Thử) (2019)
- Huyền Vũ Môn (vai Lý Thế Dân) (2019)
- Ngũ hổ tướng (vai Thạch Ngọc) (2020)
- Đoàn Hồng Ngọc phá trận Thuần Dương (vai Địch Hổ) (2020)
- Chiến binh (vai Năm Bèo) (2020)
- Dậy sóng Bạch Đằng Giang (vai Đỗ Cảnh Thạc) (2020)
- Oan khuất (vai Trịnh Khả) (2020)
- Đứa con họ Triệu (vai Triệu Sóc) (2022)
- Lan Lăng Vương nhập trận khúc (vai Lan Lăng Vương) (2022)
- Người mang 9 án tử (vai Lê Văn Duyệt) (2024)
- Phạm Cự Trích (Bão táp nguyên phong) (2019)

### Bài vọng cổ
- Chị hai
- Từ một ước mơ
- Màu đất quê mình
- Nấu bánh đêm xuân (Theo dấu những bài ca)
- Hương thầm ngày xưa
- Cánh thiệp đầu xuân
- Đất nước vào xuân
- Ngày xuân nhớ mẹ
- Ngày ấy thời gian biết bao tình
- Chuyện tình bông điên điển
- Khúc nhạc tình
- Xuân Mỹ Tho
- Biển gọi anh đi
- Ru lại câu hò

### Chương trình truyền hình
- Tài tử tranh tài – THVL1 (thí sinh, 2017)
- Làng hài mở hội – THVL (thí sinh, 2017)
- Cặp đôi hài hước – THVL (thí sinh, 2017)
- Sao nối ngôi – THVL1 (thí sinh, 2018)
- Bản sao hoàn hảo – HTV7 (người chơi, 2019)
- Đấu trường ẩm thực nhí (tập 18, 29) – VTV9 (người chơi, 2020)
- Chuyện của sao – VTV9 (khách mời, 2020)
- Đầu trường ẩm thực (tập 5) – VTV9 (người chơi, 2021)
- Nhịp cầu nghệ sĩ - Youtube BTV FM92.5 (khách mời, 2021)
- Sitcom "Xóm trọ độc nhất vô nhị" – VTV9 (diễn viên đóng vai Hải, 2023)
- Sitcom "Thám tử kính lúp" – VTV9 (diễn viên đóng vai Đức Phát, 2024)
- Gõ cửa nhà sao (mùa 5, tập 3) – HTV7 (MC khách mời, 2024)
- Gõ cửa nhà sao (mùa 6) – HTV7 (MC, 2024)

## Giải thưởng
- Năm 2012: Giải nhất Nguyễn Thành Châu (Giải nhất, giải thí sinh nhỏ tuổi nhất, giải thí sinh hát bài hát truyền thống hay nhất, giải nhà tài trợ)
- Năm 2012: Huy chương bạc Liên hoan Sân khấu cải lương và dân ca kịch toàn quốc
- Năm 2014: Huy chương vàng giải triển vọng Trần Hữu Trang lần thứ 12
- Năm 2014: Huy chương bạc Cuộc thi Tài năng trẻ diễn viên sân khấu cải lương và dân ca kịch chuyên nghiệp toàn quốc
- Năm 2017: Giải ba gameshow Tài tử tranh tài.
- Năm 2017: Giải nhì gameshow Làng hài mở hội (trưởng nhóm).
- Năm 2018: Giải ba gameshow Cặp đôi hài hước.
- Năm 2018: Giải ba gameshow Sao nối ngôi.
- Năm 2019: Top 4 đề cử Giải Mai vàng 2019 với đề cử hạng mục Nam nghệ sĩ sân khấu được yêu thích
- Năm 2020: Huy chương bạc Cuộc thi Tài năng trẻ sân khấu cải lương chuyên nghiệp toàn quốc.